# Таптыково (Башкортостан)
Таптыково (баш. Таптыҡ) — село в Уфимском районе Башкортостана, административный центр Таптыковского сельсовета. Согласно переписи 2020 года население составляло 1776 человек.

## Географическое положение
Находится на правом берегу реки Дёмы.
Расстояние до:
- районного центра (Уфа): 25 км,
- ближайшей ж/д станции (Авдон): 7 км.

## История
Основано на территории Уфимского уезда, предположительно помещичьими крестьянами подпоручика Е. З. Таптыкова, известно с 1787 г. Фиксировалось также под названием Мурзаханово (по фамилии одного из владельцев Н. И. Мирзаханова), Баманово.
В 1865 году в 67 дворах проживало 404 человека. Занимались земледелием, скотоводством.
В 1906 году учтена водяная мельница. В 30-е гг. XX века к Таптыкову присоединилась основанная в 1-й половине XIX в. д. Баженово. Около села находится Таптыковское городище.

## Население
| 2002 | 2009 | 2010 |
| ---- | ---- | ---- |
| 544  | ↗665 | ↗734 |

Национальный состав
Согласно переписи 2002 года, преобладающая национальность — русские (69 %).
Согласно переписи 2020 года, преобладающая национальность — русские (44,3 %), татары (32,3 %), башкиры (18,3 %).

## Инфраструктура
Есть средняя школа, детский сад, фельдшерско-акушерский пункт, дом культуры, библиотека.

## Религия
В селе есть православный приход Успенского храма.